# Modest Musorgskij
Modest Petrovitj Musorgskij (ryska: Моде́ст Петро́вич Му́соргский), på svenska även Mussorgskij, född 21 mars 1839 i Karevo i guvernementet Pskov, död 28 mars 1881 i Sankt Petersburg, var en rysk tonsättare.

## Biografi
Musorgskij blev av familjen tvingad till en militär utbildning vid 17 års ålder. Under sina två år vid militärakademin i Sankt Petersburg blev han alkoholist, vilket i sinom tid tog livet av honom. Han var en av kompositörerna i gruppen De fem. 
Hans mest kända verk är:
- Operorna Salammbô (ofullbordad), Frieriet (ofullbordad), Boris Godunov (slutlig version 1873), Hovansjtjina (premiär 1886) och Marknaden i Sorotjinsk (ofullbordad).
- Pianosviten Tavlor på en utställning (1874) som på olika sätt omarbetats av bland andra Maurice Ravel, sir Henry Wood, Walter Goehr och Leopold Stokowski.
- Tondikten En natt på Blåkulla
- Sångcykel Dödens sånger och danser

Musorgskijs återkommande nervösa besvär och en allt värre alkoholism ledde till hans tidiga död. Många av hans verk var då ofullbordade och färdigställdes senare av Nikolaj Rimskij-Korsakov. Hans förändringar anses inte alltid göra Musorgskijs säregna musikstil rättvisa.

## Eftermäle
Nedslagskratern Mussorgskij på planeten Merkurius och asteroiden 1059 Mussorgskia är uppkallade efter honom.

## Filmer som innehåller Musorgskijs musik (urval)
- 1939 – Trollkarlen från Oz
- 1940 – Fantasia
- 1977 – Stackars Dennis
- 1994 – Natural Born Killers
- 1998 – The Big Lebowski
- 1999 – Any Given Sunday
- 2003 – Kopps
- 2003 – Looney Tunes: Back in Action

## Källa
Den här artikeln är helt eller delvis baserad på material från Nordisk familjebok, Musorgskij, 1904–1926.
1. ↑  hämtat från: tjeckiskspråkiga Wikipedia.[källa från Wikidata]
2. ↑  ”Mussorgskij on Mercury” (på engelska). International Astronomical Union. 12 oktober 2016. https://planetarynames.wr.usgs.gov/Feature/4079. Läst 6 april 2025.
3. ↑  Lutz Schmadel (1992). Dictionary of Minor Planet Names, Volym 1. Springer Verlag, Berlin. sid. 88. ISBN 3-540-00238-3. https://books.google.se/books?id=aeAg1X7afOoC&pg=PA90&dq=1059+Mussorgskia&hl=sv&sa=X&ei=fdbBUs2UMsqT4ATf8IC4CA&ved=0CD0Q6AEwAg#v=onepage&q=1059%20Mussorgskia&f=false. Läst 4 januari 2014